# Theo Pijper
Theo Pijper (ur. 11 lutego 1980 w Rinsumageest) – holenderski żużlowiec, występujący również na długim torze i na trawie, posiadający również francuską licencję.

## Życiorys
W lidze brytyjskiej reprezentant klubów: Edinburgh (2002-2007, 2012, 2013, 2017), Wolverhampton (2007), Berwick (2007, 2016, 2018), Swindon (2008, 2018), Mildenhall (2008), Birmingham (2011), Glasgow (2011, 2014), Scunthorpe (2015), Redcar (2018) oraz Belle Vue (2018).

## Osiągnięcia
Największe osiągnięcia:
- srebrny medalista indywidualnych mistrzostw świata na długim torze (2010).
- sześciokrotny medalista drużynowych mistrzostw świata na długim torze: dwukrotnie złoty (2013, 2016), dwukrotnie srebrny (2009, 2014) oraz dwukrotnie brązowy (2010, 2017),
- czterokrotny medalista indywidualnych mistrzostw Europy na torze trawiastym: dwukrotnie złoty (2004, 2007) oraz dwukrotnie srebrny (2006, 2010),
- czterokrotny medalista indywidualnych mistrzostw Holandii na torze trawiastym: złoty (2019), dwukrotnie srebrny (1998, 2000) oraz brązowy (2001),
- trzykrotny złoty medalista indywidualnych mistrzostw Francji na torze trawiastym (2006, 2007, 2008),
- brązowy medalista indywidualnych mistrzostw Czech na długim torze (2019).